# Cherré (Sarthe)
Cherré és un municipi francès situat al departament del Sarthe i a la regió de País del Loira. L'any 2007 tenia 1.613 habitants.

## Demografia

### Població
El 2007 la població de fet de Cherré era de 1.613 persones. Hi havia 634 famílies de les quals 95 eren unipersonals (42 homes vivint sols i 53 dones vivint soles), 266 parelles sense fills, 231 parelles amb fills i 42 famílies monoparentals amb fills.
La població ha evolucionat segons el següent gràfic:
Habitants censats

### Habitatges
El 2007 hi havia 688 habitatges, 635 eren l'habitatge principal de la família, 17 eren segones residències i 35 estaven desocupats. 668 eren cases i 18 eren apartaments. Dels 635 habitatges principals, 458 estaven ocupats pels seus propietaris, 158 estaven llogats i ocupats pels llogaters i 19 estaven cedits a títol gratuït; 27 tenien dues cambres, 82 en tenien tres, 172 en tenien quatre i 356 en tenien cinc o més. 501 habitatges disposaven pel capbaix d'una plaça de pàrquing. A 264 habitatges hi havia un automòbil i a 348 n'hi havia dos o més.

### Piràmide de població
La piràmide de població per edats i sexe el 2009 era:
| Homes | Edats   | Dones |
| ----- | ------- | ----- |
| 0     | 95 o +  | 0     |
| 0     | 90 a 94 | 0     |
| 0     | 85 a 89 | 12    |
| 4     | 80 a 84 | 0     |
| 4     | 75 a 79 | 8     |
| 16    | 70 a 74 | 12    |
| 28    | 65 a 69 | 24    |
| 52    | 60 a 64 | 52    |
| 36    | 55 a 59 | 40    |
| 60    | 50 a 54 | 44    |
| 72    | 45 a 49 | 64    |
| 76    | 40 a 44 | 60    |
| 28    | 35 a 39 | 64    |
| 24    | 30 a 34 | 24    |
| 40    | 25 a 29 | 56    |
| 36    | 20 a 24 | 12    |
| 48    | 15 a 19 | 80    |
| 40    | 10 a 14 | 64    |
| 44    | 5 a 9   | 28    |
| 24    | 0 a 4   | 20    |

## Economia
El 2007 la població en edat de treballar era de 1.052 persones, 782 eren actives i 270 eren inactives. De les 782 persones actives 722 estaven ocupades (366 homes i 356 dones) i 61 estaven aturades (22 homes i 39 dones). De les 270 persones inactives 154 estaven jubilades, 72 estaven estudiant i 44 estaven classificades com a «altres inactius».

### Ingressos
El 2009 a Cherré hi havia 659 unitats fiscals que integraven 1.752 persones, la mediana anual d'ingressos fiscals per persona era de 19.131 €.

### Activitats econòmiques
Dels 99 establiments que hi havia el 2007, 2 eren d'empreses extractives, 4 d'empreses alimentàries, 1 d'una empresa de fabricació de material elèctric, 7 d'empreses de fabricació d'altres productes industrials, 13 d'empreses de construcció, 26 d'empreses de comerç i reparació d'automòbils, 7 d'empreses de transport, 3 d'empreses d'hostatgeria i restauració, 14 d'empreses financeres, 5 d'empreses immobiliàries, 10 d'empreses de serveis, 3 d'entitats de l'administració pública i 4 d'empreses classificades com a «altres activitats de serveis».
Dels 14 establiments de servei als particulars que hi havia el 2009, 1 era un taller de reparació d'automòbils i de material agrícola, 1 paleta, 2 guixaires pintors, 2 fusteries, 3 lampisteries, 2 electricistes, 1 empresa de construcció, 1 perruqueria i 1 agència immobiliària.
Dels 4 establiments comercials que hi havia el 2009, 1 era una fleca, 2 carnisseries i 1 una botiga de mobles.
L'any 2000 a Cherré hi havia 23 explotacions agrícoles que ocupaven un total de 1.264 hectàrees.

## Equipaments sanitaris i escolars
El 2009 hi havia una escola elemental.

## Poblacions més properes
El següent diagrama mostra les poblacions més properes.